# Megaphobema
Megaphobema es un género de arañas migalomorfas de la familia Theraphosidae. Son originarias de Sudamérica y Centroamérica.  

## Especies
Según The World Spider Catalog 11.0:
- Megaphobema mesomelas (O. Pickard-Cambridge, 1892)
- Megaphobema peterklaasi Schmidt, 1994
- Megaphobema robustum (Ausserer, 1875)
- Megaphobema teceae Pérez-Miles, Miglio & Bonaldo, 2006
- Megaphobema velvetosoma Schmidt, 1995